# Chálid al-Faradž
Chálid al-Faradž (* 19. ledna 1972) je syrský zápasník, specializující se na zápas řecko-římský. Třikrát reprezentoval na letních olympijských hrách, nejlépe se umístil hned při svém prvním startu v roce 1988 na hrách v Soulu, kde vybojoval 5. místo v kategorii do 48 kg. Několikrát startoval na mistrovství světa, přičemž nejlepším jeho umístěním je třetí místo z roku 1998 v kategorii do 54 kg.